# Frank Peter Goebel
Frank Peter Goebel, auch Frank P. Goebel, (* 2. November 1939; † 4. März 2016) war ein deutscher Jurist mit Schwerpunkt Patentrecht.

## Leben
Goebel studierte Rechtswissenschaften und wurde in Berlin zum Dr. iur. promoviert. Er war am Landgericht Essen (Zivilrecht; 1967–1973), Staatskanzlei Düsseldorf (Verfassungsrecht; 1973–1975), Landgericht Essen (Strafrecht; 1975–1976), Bundespatentgericht
(Patentrecht; 1976) und Bundesministerium der Justiz (Patentrecht; 1977) tätig. 1979 wechselte er zum Bundespatentgericht mit Aufgabenbereich Patentrecht. 1983 wurde er Leiter der Rechtsabteilung und 1991 Leiter der Hauptabteilung Rechts- und Markenwesen beim Deutschen Patentamt. 
1994 wurde er Vorsitzender Richter beim Bundespatentgericht in München und leitete den Senat für die Gebrauchsmuster-Beschwerde und den Senat für Sortenschutz.
Er hatte eine Honorarprofessur an der Plechanow-Wirtschaftsuniversität in Moskau inne.

## Schriften
- Das Patentgesetz 1981 in der Praxis des Deutschen Patentamts (DPA), Köln 1984, ISBN 3-8145-0132-2
- DPA : 100 Jahre Marken-Amt, Wila-Verlag München 1994, ISBN 3-87910-165-5
- Der erfinderische Schritt nach § 1 GebrMG : zur Problematik der Erfindungshöhe im Gebrauchsmusterrecht, Heymann 2005, ISBN  3-452-25867-X
- Patente wozu? und wofür sie erlangen? Einführung in das Patentwesen für Erfinder, Start-ups und Studenten, epubli Berlin 2013, ISBN 978-3-8442-5909-4 (Elektronische Ressource)